# Geert Vindahl
Geert Vindahl (født 25. september 1943 i Jægersborg, død 13. maj 2024) var en dansk skuespiller.
Vindahl, der oprindelig var skiltemaler, blev uddannet fra Statens Teaterskole i 1971. Efterfølgende fik han roller særligt indenfor børneteater og det politiske teater. Han spillede bl.a. Peer Gynt og medvirkede i teatergrupperne Banden og Rimfaxe. I en årrække var han tilknyttet Taastrup Teater.

## Filmografi
- Jeg er sgu min egen (1967)
- Farlig sommer (1969)
- Black-out 1970
- Amour (1970)
- Verden er fuld af børn (1980)
- Øjeblikket (1980)
- Isfugle (1983)
- Besat (1999)
- Unge Andersen (2005)

### Tv-serier
- Ludvigsbakke (1978)
- Bryggeren (1996-1997)